# Tacoバス

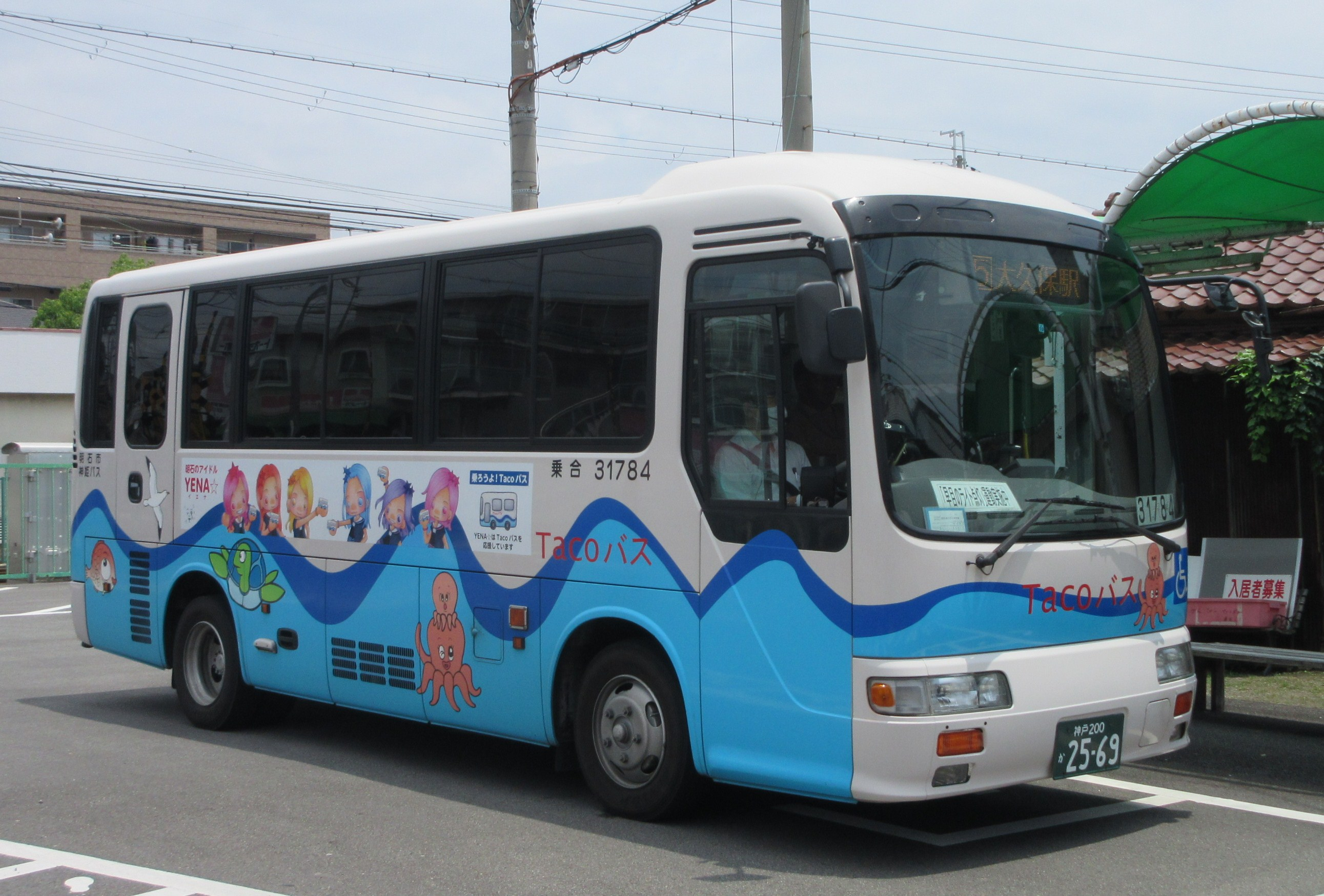
Tacoバス(藤江駅前)

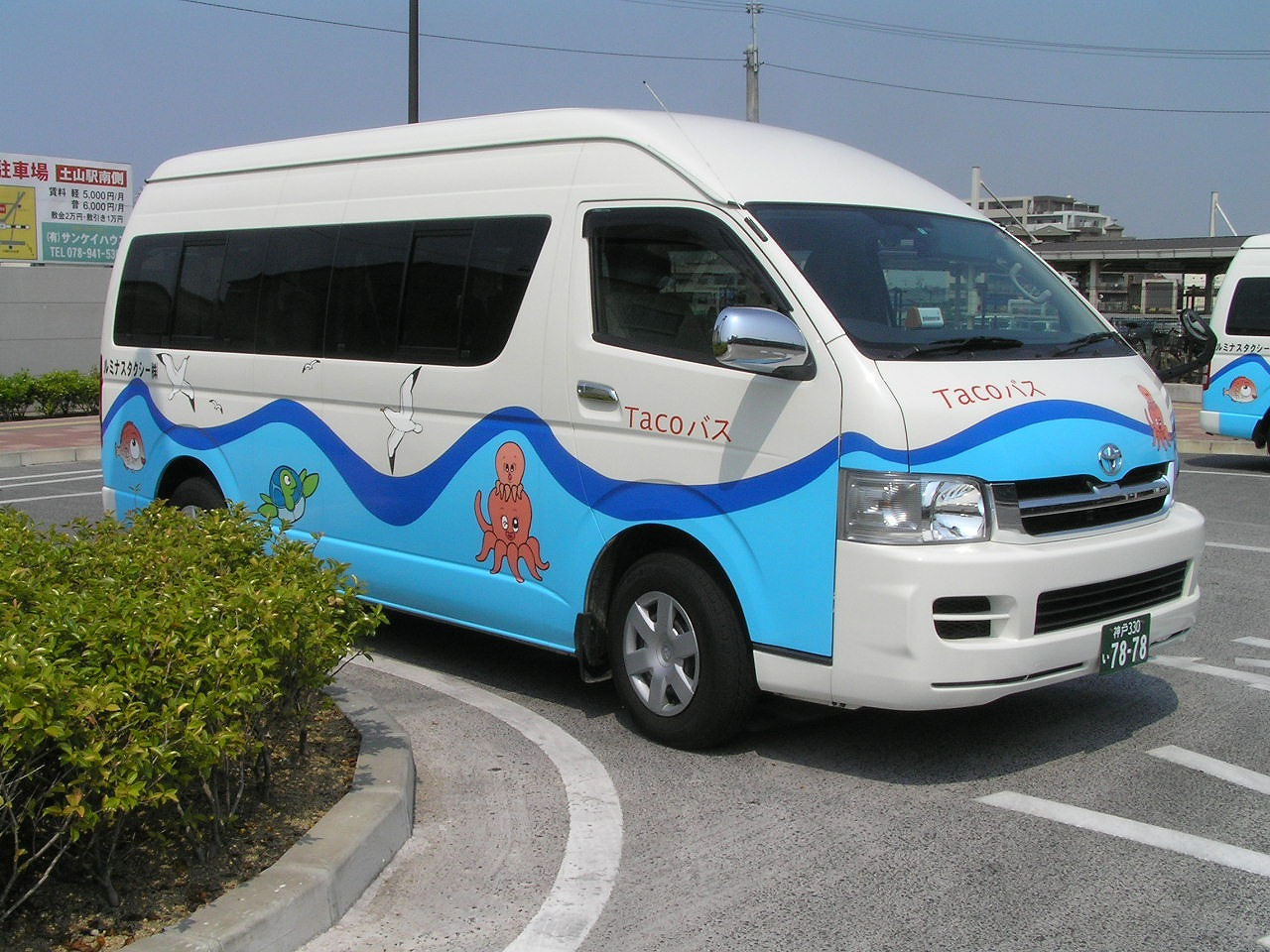
Tacoバスミニ(JR土山駅前)

Tacoバス（たこバス）は、兵庫県明石市で運行しているコミュニティバス。山陽バス、神姫バス、地元のタクシー会社が運行を委託されている。Tacoバスという愛称は一般公募より集まった候補を地元住民やインターネットによる投票により決定した。

## 概要
- 市バスや神姫バスがあまり通っていない市西部地域の足を確保しようと試験運行が決定された。
- 2004年（平成16年）11月9日 : 山陽電鉄バス（当時）によりJR魚住駅→青葉台→JR魚住駅ルートとJR大久保駅 - 江井ヶ島 - JR魚住駅ルートで試験運行を開始した。
- 2006年（平成18年）4月1日 : 清水路線を加えて計3路線で正式な運行を開始した。
- 2007年（平成19年）11月20日 : 新たに路線の再編・増設を行い17路線の試験運行を開始。路線拡大に伴い、新たに神姫バス、タクシー会社もTacoバスの運行に加わる。
- 2007年（平成19年）12月20日 より、障害者手帳を持つ大人については、運賃支払いの際乗務員に障害者手帳の提示をすることで、50円の回数券を使用できる。

- 2008年（平成20年）2月4日 : 利用者が100万人を突破した。
- 2008年（平成20年）4月1日 : 別ルートとして運行している(12)西岡東ルートと(13)西岡西ルートは連続運転する。(14)清水西ルートの路線を一部変更する。(12)西岡東ルート・(13)西岡西ルート・(14)清水西ルート・(16)二見ルート（右回り）・(17)二見ルート（左回り）のダイヤを一部変更する。
- 2008年（平成20年）6月1日 : (3)松陰ルートの発着停留所をJR大久保駅南口に変更。(9)錦が丘ルートの運行経路の途中でJR魚住駅北口を経由するルートに変更する。(3)松陰ルート・(4)大久保南ルート・(8)金ヶ崎ルート・(9)錦が丘ルートのダイヤを変更する。
- 2008年（平成20年）6月23日:(15)新小谷ルートの路線を一部変更する。(16)二見ルート（右回り）・(17)二見ルート（左回り）のダイヤを一部変更する。
- 2008年(平成20年)  9月1日:(3)松陰ルートの路線を一部変更する。
- 2009年（平成21年）4月1日:(15)新小谷ルートの路線を廃止する。(7)西江井ヶ島ルート・(16)二見ルート（右回り）ルートのダイヤを一部変更する。(12)西岡東ルート・(14)清水西ルート・(17)二見ルート（左回り）ルートの路線とダイヤを変更する。(13)西岡西ルートの車両が「たこバス」から「たこバスミニ」に変わり、路線とダイヤを変更する。
- 2009年（平成21年）5月1日:(2)西明石南ルートの路線をJR西明石駅→藤が丘方面→JR西明石駅→卸売市場東→JR西明石駅と変更し、ダイヤも変更する。
- 2009年（平成21年）12月1日:(1)西明石北ルートの路線とダイヤを変更する。(3)松陰ルート・(4)大久保南ルートの一部路線とダイヤを変更する。(7)西江井ヶ島ルートの発着停留所をJR魚住駅の南側広場が完成したため、JR魚住駅南口に変更し、ダイヤも変更する。(12)西岡東ルート・(13)西岡西ルートの一部路線とダイヤを変更する。
- 2011年（平成23年）3月26日:(1)西明石北ルート・(5)谷八木ルート・(6)江井ヶ島ルートのダイヤを変更する。
- 2012年（平成24年）4月1日:(1)西明石北ルート・(3)松陰ルートのダイヤを変更する。(2)西明石南ルート・(5)谷八木ルートの「山陽藤江駅」停留所が、山陽藤江駅の南側転回場内（神姫バスのバス停と共用）に移設し、ダイヤを変更する。(12)西岡東ルートの路線がJR魚住駅南口→山陽魚住駅→二見市民センター→山陽西二見駅→山陽魚住駅→JR魚住駅南口と変更し、ダイヤを変更する。(14)清水西ルートの路線がJR土山駅南口→明石回生病院前→仁十病院→清水西口→JR土山駅南口と変更し、ダイヤを変更する。(16)二見(右)ルートの路線をJR土山駅南口→山陽東二見駅北口→山陽西二見駅→山陽東二見駅北口→JR土山駅南口、(17)二見（左）ルートの路線をJR土山駅南口→山陽西二見駅→山陽東二見駅→山陽西二見駅→JR土山駅南口と変更し、ダイヤを変更する。
- 2013年（平成25年）4月1日:(6)江井ヶ島ルート・(7)西江井ヶ島ルート・(14)清水西ルートのダイヤを変更する。
- 2014年（平成26年）4月1日:(2)西明石南ルートの路線をJR西明石駅→（西明石南町）→出の上→藤が丘公民館前→山陽藤江駅→藤江川北→（西明石南町）→JR西明石駅→甲池公園→卸売市場北→卸売市場南→（西明石南町）→JR西明石駅に変更する。
- 2015年（平成27年）6月1日:バスの現在位置をスマートフォン等で確認できる、「Tacoバスナビ」サービスが開始される。
- 2016年（平成28年）10月1日:(9)錦が丘ルートの路線をＪＲ魚住駅北口→明石愛老園→錦が丘1丁目→ＪＲ魚住駅北口→明石清水郵便局→清水団地→魚住市民センター→ＪＲ魚住駅北口に変更する。(11)清水ルートの路線をＪＲ魚住駅北口→明石ヶ丘北→いずみが丘→清水西口→浜西→ＪＲ魚住駅北口に変更する。

## 運賃
- 全線 大人：100円、小児：50円、身障大人：50円、身障小児：30円。
- 回数券 100円券11枚綴り：1,000円 50円券11枚綴り：500円。

（障害者手帳を持参の大人については、運賃支払いの際、乗務員に障害者手帳の提示をすることで、50円の回数券の使用ができる。）
- 1日乗車券 大人用：400円、小児用:200円、親子ペア用（大人1人+小児1人）:500円
- 運賃は、バスを降りるときに支払う。
- ICOCAやPiTaPa、神姫バス発行のNicoPaなどのICカードは一切使用できない。
- 各種優待乗車証（明石市バス共通寿優待乗車証を除く）、バスカード等は使用できない。

## 路線

### 運行ルート（2021年4月1日現在）
- 各路線にはキャラクターとして海の生物があてはめられている。
- 路線番号の色は運行会社を示す（下記参照）
- 経由地の（）は、時間帯によって停車しない停留所を表す。

| 路線番号 | 路線名           | キャラクター   | 始点           | 終点           | 経由地 | 鉄道接続駅                                   |
| -------- | ---------------- | -------------- | -------------- | -------------- | --- | -------------------------------------------- |
| 1        | 西明石北ルート   | アザラシ       | JR西明石駅     | JR西明石駅     | 中尾・沢野・野々池中学校・明石南高校南・トベラ公園前                                                                           | 西明石駅                                     |
| 2        | 西明石南ルート   | イカ           | JR西明石駅     | JR西明石駅     | 別所町・山陽藤江駅・（藤が丘公民館前）・藤江川北・（西明石南町）・西明石駅・卸売市場東                                         | 西明石駅、藤江駅                             |
| 3        | 松陰ルート       | イルカ         | JR大久保駅南口 | JR大久保駅南口 | ゆりのき通2丁目・松陰厚生館・大久保町公民館前                                                                                  | 大久保駅                                     |
| 4        | 大久保南ルート   | エビ           | JR大久保駅南口 | JR大久保駅南口 | ゆりのき通2丁目・住吉神社・山陽中八木駅北・明石医療センター                                                                    | 大久保駅、中八木駅                           |
| 5        | 谷八木ルート     | オットセイ     | JR大久保駅南口 | JR大久保駅南口 | ゆりのき通2丁目・明石医療センター・山陽中八木駅・山陽藤江駅・八木遺跡公園・家ノ北                                              | 大久保駅、中八木駅、藤江駅                   |
| 6        | 江井ヶ島ルート   | カニ           | JR大久保駅南口 | JR大久保駅南口 | ゆりのき通2丁目北・大西脳神経外科病院・ながさわ江井島酒館・江井島サービスコーナー北・家ノ北・明石医療センター・ゆりのき通2丁目 | 大久保駅、江井ヶ島駅                         |
| 7        | 西江井ヶ島ルート | クジラ         | JR魚住駅南口   | JR魚住駅南口   | 山陽魚住駅・江井島サービスコーナー北・江井島中学校・長坂寺南                                                                   | 魚住駅、山陽魚住駅、西江井ヶ島駅、江井ヶ島駅 |
| 8        | 金ヶ崎ルート     | クマノミ       | JR魚住駅北口   | JR魚住駅北口   | 金ヶ崎文化センター・県立金ヶ崎鉄筋団地・北浦・野木病院                                                                         | 魚住駅                                       |
| 9        | 錦が丘ルート     | タツノオトシゴ | JR魚住駅北口   | JR魚住駅北口   | 明石愛老園・錦が丘1丁目・ＪＲ魚住駅北口・明石清水郵便局・清水団地・魚住市民センター                                            | 魚住駅                                       |
| 10       | 青葉台ルート     | ニンギョ       | JR魚住駅北口   | JR魚住駅北口   | 青葉台・守池住宅・国道南 | 魚住駅                                       |
| 11       | 清水ルート       | ヒラメ         | JR魚住駅北口   | JR魚住駅北口   | 明石ヶ丘北・いずみが丘・清水西口・浜西                                                                                         | 魚住駅                                       |
| 12       | 西岡東ルート     | フグ           | JR魚住駅南口   | JR魚住駅南口   | 山陽魚住駅・八幡橋・（ふれあいプラザあかし西）・二見市民センター・山陽東二見駅・宮前・イトーヨーカドー前・山陽西二見駅         | 魚住駅、山陽魚住駅、東二見駅、西二見駅       |
| 13       | 西岡西ルート     | ペンギン       | JR魚住駅南口   | JR魚住駅南口   | 美里厚生館・二見市民センター・山川公園                                                                                         | 魚住駅                                       |
| 14       | 清水西ルート     | ホタテ         | JR土山駅南口   | JR土山駅南口   | 明石回生病院前・福里中・仁十病院・清水西口                                                                                     | 土山駅                                       |
| 15       | 二見ルート右回り | ラッコ         | JR土山駅南口   | JR土山駅南口   | JR土山駅南口→山陽東二見駅北口→山陽西二見駅→山陽東二見駅北口→JR土山駅南口                                                       | 土山駅、西二見駅、東二見駅                   |
| 15       | 二見ルート左回り | ラッコ         | JR土山駅南口   | JR土山駅南口   | JR土山駅南口→山陽西二見駅→山陽東二見駅北口→山陽西二見駅→JR土山駅南口                                                           |                                              |

### 運行会社
- 神姫バス大久保営業所…上の表の路線番号赤色で表示（路線番号1、2、5、6）
- 明正キャブ（タクシー会社）…上の表の路線番号緑色で表示（路線番号3、4、7、8、9、10、11、12）

- ルミナスタクシー（タクシー会社）…上の表の路線番号オレンジ色で表示（路線番号13、14、15）

### かつて運行を担っていた会社
- 明石タクシー（タクシー会社）
- 山陽バス垂水営業所

### 廃止停留所
- 明石少年サポートセンター（(1)西明石北ルート、2007年12月1日）
- JR大久保駅北口（(3)松陰ルート、2008年6月1日）
- 大久保市民センター（(3)松陰ルート、2008年6月1日）
- 中岡（(15)新小谷ルート、2008年6月23日）
- 花と緑の学習園（(1)西明石北ルート、2009年12月1日）
- ゆりのき通東公園（(3)松陰ルート・(4)大久保南ルート、2009年12月1日）
- 錦が丘3丁目（西行き）（(7)西江井ヶ島ルート、2009年12月1日）
- 亥之池北（東向）（(8)金が崎ルート、2014年10月16日）
- 宮前、慈尊寺前、城之上西、西之町公民館、中之町金毘羅宮前、長徳禅寺(17)二見ルート(201?年?月?日)

### 停留所名称変更
- 田畑胃腸病院前→マルアイ前（(3)松陰ルート、2007年11月29日）
- 辻ヶ内→長坂寺南（(7)西江井ヶ島ルート、2008年4月1日）
- 夜間休日急病センター→夜間休日急病診療所((5)谷八木ルート、(6)江井ヶ島ルート、2009年4月1日)
- JR魚住駅南→JR魚住駅南口（(12)西岡東ルート、(13)西岡西ルート、2009年12月1日）
- 同仁病院（ジャスコ前）→同仁病院（イオン前）（（14）清水西ルート、2011年3月1日）
- 二見農協前→ひまわり診療所（（13）西岡西ルート、2012年12月14日）
- 長池南→野木病院東（（10）青葉台ルート、2014年4月1日）
- 山中住宅前→二見北郵便局前（（14）清水西ルート、2014年4月1日）
- 二見綜合市場北→東二見駅北住宅（（15）二見ルート、2014年4月1日）

### 停留所新設
- 野々池貯水池（(1)西明石北ルート、2008年4月1日）
- 山陽西江井ヶ島駅北（(7)西江井ヶ島ルート、2008年4月1日）
- JR土山駅北口（(15)新小谷ルート、2008年6月23日）
- 中岡東（(15)新小谷ルート、2008年6月23日）
- ふれあいプラザ西（(12)西岡東ルート、2009年4月1日）
- 山川公園東（(13)西岡西ルート、2009年4月1日）
- 同仁病院（(14)清水西ルート、2009年4月1日）
- 宮前、慈尊寺前、城之上西、西之町公民館、中之町金毘羅宮前、長徳禅寺（(17)二見ルート、2009年4月1日）
- 藤江川南、藤江川北、カゲユ池古墳前（(2)西明石南ルート、2009年5月1日）
- 鳥羽郵便局東、鳥羽浄水場南、トベラ公園前（(1)西明石北ルート、2009年12月1日）
- 野木病院（(8)金ヶ崎ルート、2009年12月1日）
- 帝釋橋（北行）（(14)清水西ルート、2009年12月1日）
- 大見橋（(13)西岡西ルート、2012年11月1日）
- 望海中学校南（(2)西明石南ルート、2013年3月26日）
- 山陽江井ヶ島駅（(6)江井ヶ島ルート・(7)西江井ヶ島ルート、2016年10月1日）
- 西台（(12)西岡東ルート、2016年10月1日）
- 鳥羽宮東、沢野南、小久保6丁目（(1)西明石北ルート、2021年4月1日）

## 車両
- Tacoバスミニにはトヨタ・ハイエースコミューターが使用される。その他の路線は日野・リエッセおよび日野・ポンチョ、トヨタ・コースターの3車種が使用される。